# Мазанівка
Ма́занівка — село Святогірської міської громади Краматорського району Донецької області, Україна. Населення становить 12 осіб.
У серпні 2022 року під час протидії повномасштабному вторгненню Російської Федерації в Україну село перейшло під контроль ЗСУ.